# Covil de Ladrões
Den of Thieves (no Brasil e em Portugal: Covil de Ladrões) é um filme estadunidense de 2018, dos gêneros ação, policial e suspense, escrito, dirigido e produzido por Christian Gudegast e estrelado por Gerard Butler, 50 Cent, Pablo Schreiber, O'Shea Jackson Jr., Evan Jones, Dawn Olivieri, Mo McRae, e Max Holloway.

## Sinopse
Em Los Angeles, uma saga de crimes coloca em intersecção a vida de dois grupos: a unidade de elite do departamento de polícia local e a equipe de assaltantes de banco mais bem sucedida do estado, formada por ex-militares que usam suas habilidades e experiências para infringir as leis. Os criminosos planejam um roubo que aparentemente é impossível, em um banco localizado no centro da cidade.

## Elenco
- Gerard Butler - Nicholas "Big Nick" O'Brien
- O'Shea Jackson Jr. - Donnie Wilson
- 50 Cent - Levi Enson Levoux
- Pablo Schreiber - o Raio Merrimen
- Evan Jones -  Bo Bosco Ostroman
- Cooper Andrews - Mack
- Maurice Compte - Benny 'Borracho' Megalob
- Kaiwi Lyman-Mersereau - Tony Z Zapata

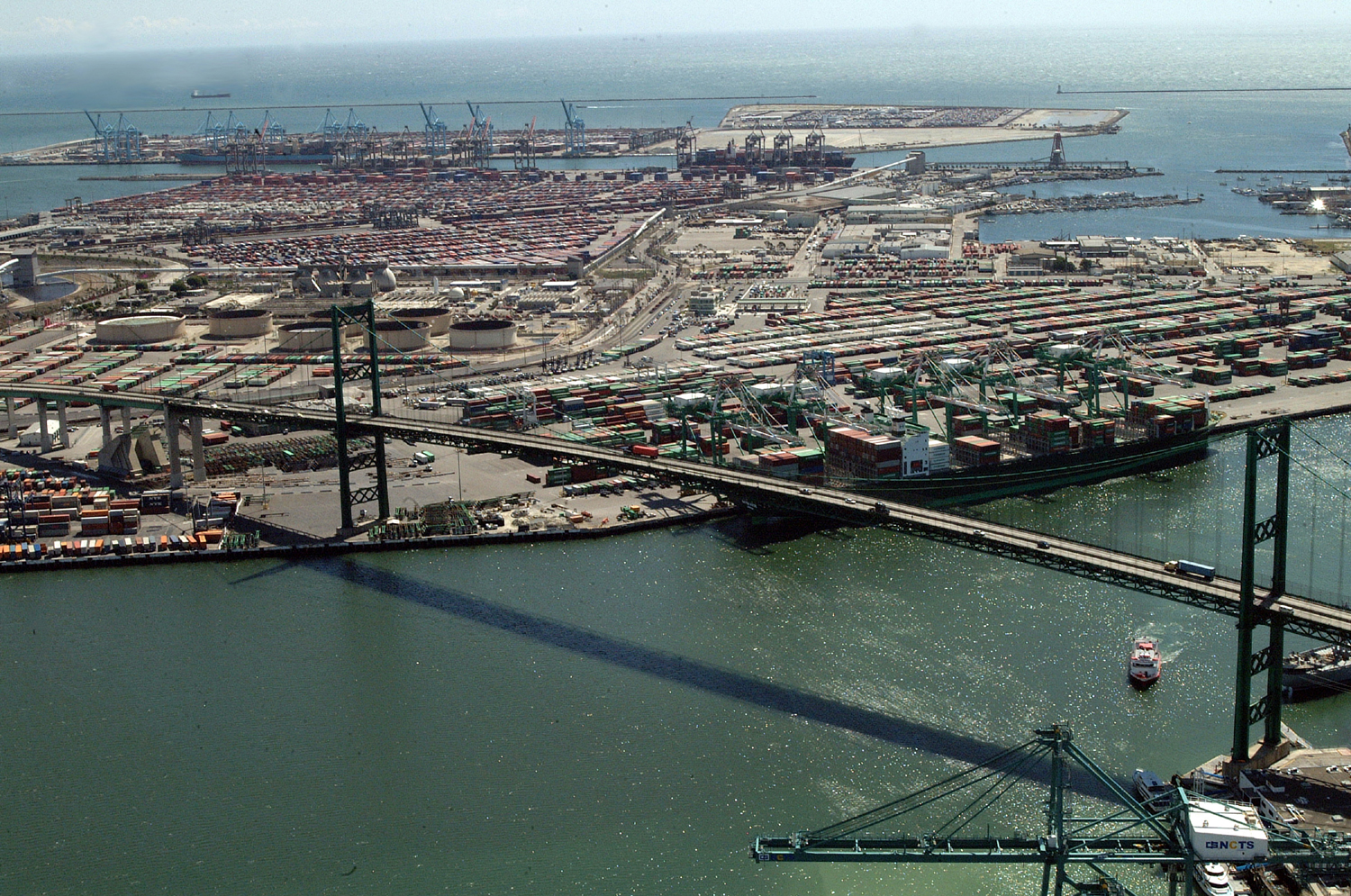
Ponte Vincent Thomas Bridge.

- Dawn Olivieri - Debbie O'Brien
- Jermaine Rios - Fed
- Mo McRae como Gus Henderson
- Meadow Williams - Holly
- Brian Van Holt - Murph Connors
- Max Holloway - Bas[6]
- Jay Dobyns - Wolfgang
- Alix Lapri - Maloa
- Mateus Cornwell - José
- Eric Braeden - Ziggy Zerhusen

## Produção
O filme estava em desenvolvimento por cerca de 14 anos, quando o diretor Christian Gudegast e um parceiro de escrita tiveram um contrato com a New Line Cinema em 2003. O projeto também deveria ser distribuído pela agora extinta Relativity Media. Jay Dobyns, que interpretou o personagem de Wolfgang, foi um ex-agente especial e agente secreto da BATFE e serviu como consultor para o filme.

### Locais de filmagem
A produção começou em janeiro de 2017. O diretor de fotografia, Terry Stacey, filmou o filme usando a câmera digital Arri Alexa XT Plus. Fotos aéreas de Los Angeles incluíam a Ponte Vincent Thomas Bridge, e o Centro de Los Angeles